# Pay the Devil
Pay the Devil je 32. studiové album irského písničkáře Van Morrisona. Album vyšlo 6. března 2006 u vydavatelství Lost Highway Records. Album je složené z cover verzí amerických country skladeb. V žebříčku Billboard 200 se umístilo na 26. místě.

## Seznam skladeb
| Pořadí | Název                        | Autor                                      | Délka |
| ------ | ---------------------------- | ------------------------------------------ | ----- |
| 1.     | There Stands the Glass       | Alize Gresham, Russ Hull, Mary Jane Shurtz | 2:16  |
| 2.     | Half as Much                 | Curly Williams                             | 2:36  |
| 3.     | Things Have Gone to Pieces   | Leon Payne                                 | 3:11  |
| 4.     | Big Blue Diamonds            | Earl J. Carson                             | 2:56  |
| 5.     | Playhouse                    | Van Morrison                               | 4:14  |
| 6.     | Your Cheatin' Heart          | Hank Williams                              | 2:32  |
| 7.     | Don't You Make Me High       | Daniel Barker, Ken Harris                  | 2:47  |
| 8.     | My Bucket's Got a Hole In It | Clarence Williams                          | 2:22  |
| 9.     | Back Street Affair           | Billy Wallace                              | 2:49  |
| 10.    | Pay the Devil                | Morrison                                   | 3:03  |
| 11.    | What Am I Living For?        | Art Harris, Fred Jay                       | 3:57  |
| 12.    | This Has Got to Stop         | Morrison                                   | 4:44  |
| 13.    | Once a Day                   | Bill Anderson                              | 2:52  |
| 14.    | More and More                | Merle Kilgore, Webb Pierce                 | 2:46  |
| 15.    | Till I Gain Control Again    | Rodney Crowell                             | 5:59  |

## Obsazení
- Van Morrison – akustická kytara, zpěv
- Crawford Bell – zpěv
- Trionagh Moore – zpěv
- Olwin Bell – zpěv
- Paul Godden – kytara
- Mick Green – kytara
- Karen Hamill – zpěv
- Bobby Irwin – bicí
- Ian Jennings – kontrabas
- Bob Loveday – housle
- Leon McCrum – zpěv
- Paul Riley – akustická baskytara
- Johnny Scott – kytara, zpěv
- Nicky Scott – baskytara
- Fiachra Trench – zpěv, aranže smyčců
- Geraint Watkins – klavír
- Aine Whelan – zpěv
- Gavyn Wright – leader smyčcové sekce